# متیل بلو
متیل بلو (به انگلیسی: Methyl blue) با فرمول شیمیایی C۳۷H۲۷N۳Na۲O۹S۳ یک ترکیب شیمیایی با شناسه پاب‌کم ۹۸۷۵۶۷۷ است. که جرم مولی آن ۷۹۹٫۸۱۴ g/mol می‌باشد.
کاربردهای آن شامل رنگ‌آمیزی نمونه‌های بافت‌شناسی برای کلاژن و ساختارهای قارچی است.
ابی متیل نام دیگر ان است.